# Cour d'Alger
Cour d'Alger är en enskild återvändsgränd i Quartier des Quinze-Vingts i Paris tolfte arrondissement. Cour d'Alger är uppkallad efter Algeriets huvudstad Alger och börjar vid Rue de Bercy 245.

## Omgivningar
- Notre-Dame-de-la-Nativité de Bercy
- Saint-Antoine-des-Quinze-Vingts
- Saint-Éloi
- Rue Crémieux
- Square Jean-Morin
- Jardin de Reuilly–Paul-Pernin
- Place Moussa-et-Odette-Abadi
- Square Eugène-Thomas

## Bilder
| - Cour d'Alger. - Notre-Dame-de-la-Nativité de Bercy. - Rue Crémieux. |

## Kommunikationer
- Tunnelbana – linje  – Quai de la Rapée

### Webbkällor
- ”Cour d'Alger”. Mairie de Paris. https://web.archive.org/web/20160303190545/http://www.v2asp.paris.fr/commun/v2asp/v2/nomenclature_voies/Voieactu/0211.nom.htm. Läst 11 september 2022.
- ”Cour d'Alger (12ème arrondissement)”. Les rues de Paris. https://web.archive.org/web/20190916193300/http://www.parisrues.com/rues12/paris-12-cour-d-alger.html. Läst 11 september 2022.